# Municipio de Huntington (Indiana)
El municipio de Huntington (en inglés: Huntington Township) es un municipio ubicado en el condado de Huntington en el estado estadounidense de Indiana. En el año 2010 tenía una población de 20837 habitantes y una densidad poblacional de 215,92 personas por km².

## Geografía
El municipio de Huntington se encuentra ubicado en las coordenadas 40°52′3″N 85°31′4″O / 40.86750, -85.51778. Según la Oficina del Censo de los Estados Unidos, el municipio tiene una superficie total de 96.51 km², de la cual 94.43 km² corresponden a tierra firme y (2.16%) 2.08 km² es agua.

## Demografía
Según el censo de 2010, había 20837 personas residiendo en el municipio de Huntington. La densidad de población era de 215,92 hab./km². De los 20837 habitantes, el municipio de Huntington estaba compuesto por el 96.7% blancos, el 0.53% eran afroamericanos, el 0.43% eran amerindios, el 0.5% eran asiáticos, el 0.03% eran isleños del Pacífico, el 0.56% eran de otras razas y el 1.25% pertenecían a dos o más razas. Del total de la población el 2.15% eran hispanos o latinos de cualquier raza.